# Igreja de São Zacarias

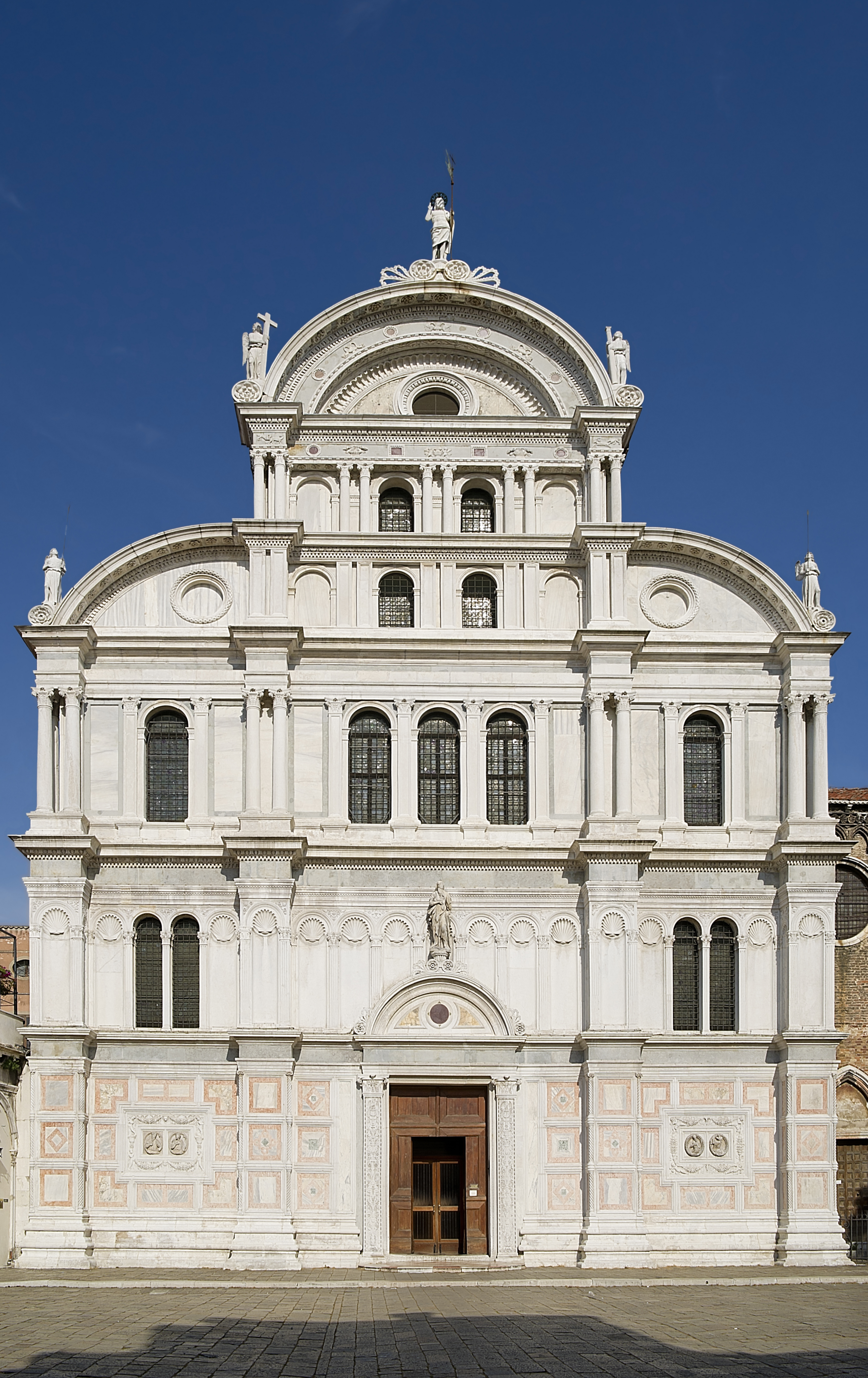
Fachada de San Zaccaria

A Igreja de São Zacarias (em italiano:  Chiesa di San Zaccaria) é um edifício religioso de Veneza (Itália), situado a pouca distância da Basílica de São Marcos no sestiere de Castello, no tranquilo Campo San Zaccaria. Pertence à diocese do Patriarcado de Veneza. É dedicada ao pai de São João Batista, o sacerdote Zacarias, cujo corpo supostamente contém. A sua história teve início no século IX, com a construção do primeiro edifício destinado a abrigar os restos mortais sagrados de São Zacarias, pai de São João Batista, doados a Veneza pelo imperador bizantino Leão V, o Armênio. A primeira estrutura era acompanhada por um convento de freiras beneditinas construído pelos doges Angelo e Giustiniano Partecipazio. Em 1105, um incêndio devastador destruiu gravemente a igreja e o mosteiro, causando também cerca de cem vítimas. O interior, dividido em três naves, abriga hoje muitas obras de arte, como o retábulo de São Zacarias criado em 1505 por Giovanni Bellini, um dos mais importantes artistas venezianos; encontramos também o ciclo de afrescos executados entre 1442 e 1444 para a Capela de San Tarasio (a abside da antiga igreja, atualmente em restauração), por Andrea del Castagno, o túmulo do famoso escultor Alessandro Vittoria, e a Cripta construída entre os séculos X e XI.

## História

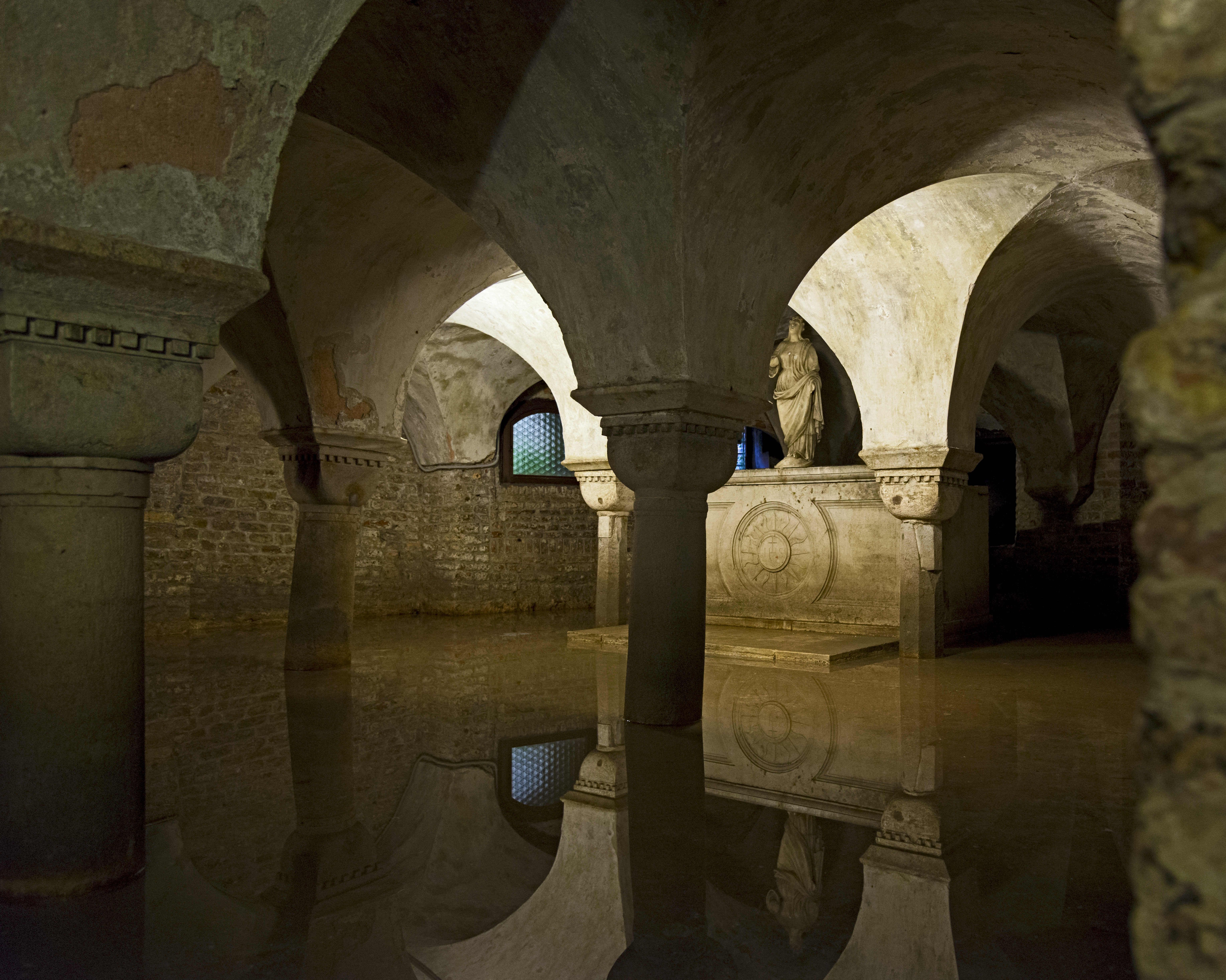
A cripta da igreja

A igreja que hoje existe foi construída numa mistura de estilos gótico e renascentista entre 1444 e 1515. Antonio Gambello foi o arquiteto principal, mas a fachada foi acabada por Mauro Codussi. A primeira igreja neste lugar foi fundada pelo doge Giustiniano Particiaco no século IX e oito doges então enterrados na cripta que ainda se conserva.
A igreja original românica foi reconstruída na década de 1170 (quando se construiu o atual campanário) e foi substituída por uma igreja gótica no século XIV. A igreja estava vinculada a um mosteiro beneditino, que era visitado pelo doge anualmente por altura da Páscoa numa cerimónia que incluía a apresentação do cornu (chapéu ducal). Esta tradição começou depois dos monges doarem terras para a ampliação da praça de São Marcos no século XII.

## Obras

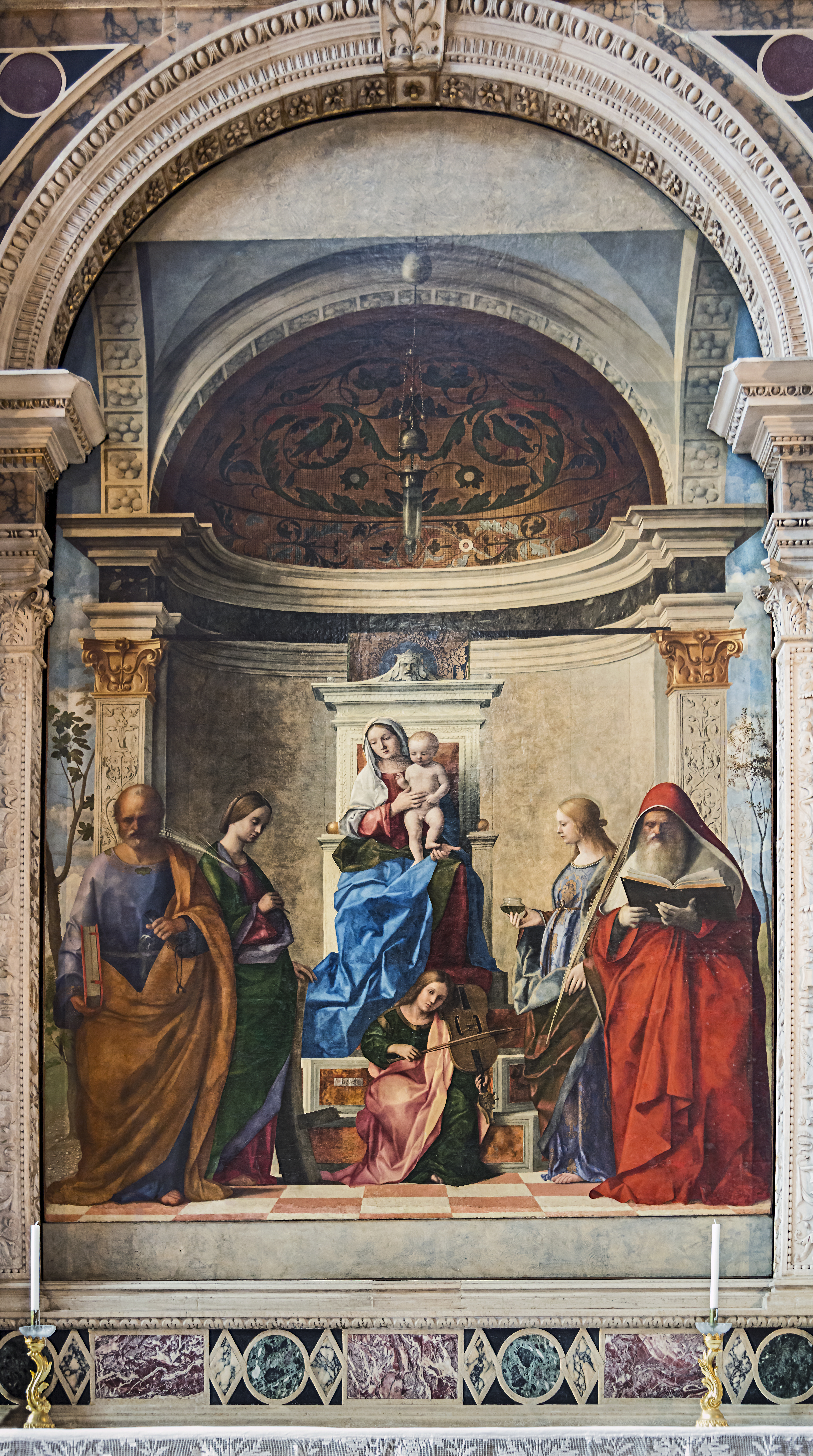
A pintura mais famosa da igreja, a Virgem e o Menino con Santos, de Giovanni Bellini

O interior da igreja tem um abside rodeado por um deambulatório iluminado por altas janelas góticas, um rasgo típico da arquitetura eclesiástica do norte de Europa, mas única em Veneza. As paredes das naves laterais estão inteiramente cobertas por pinturas de Tintoretto, Angelo Trevisani, Giuseppe Salviati, Giovanni Bellini, Antonio Balestra, Giovanni Domenico Tiepolo, Palma, o Velho e Van Dyck. O artista Alessandro Vittoria está enterrado na igreja, marcando-se o seu túmulo com um auto-retrato de busto.

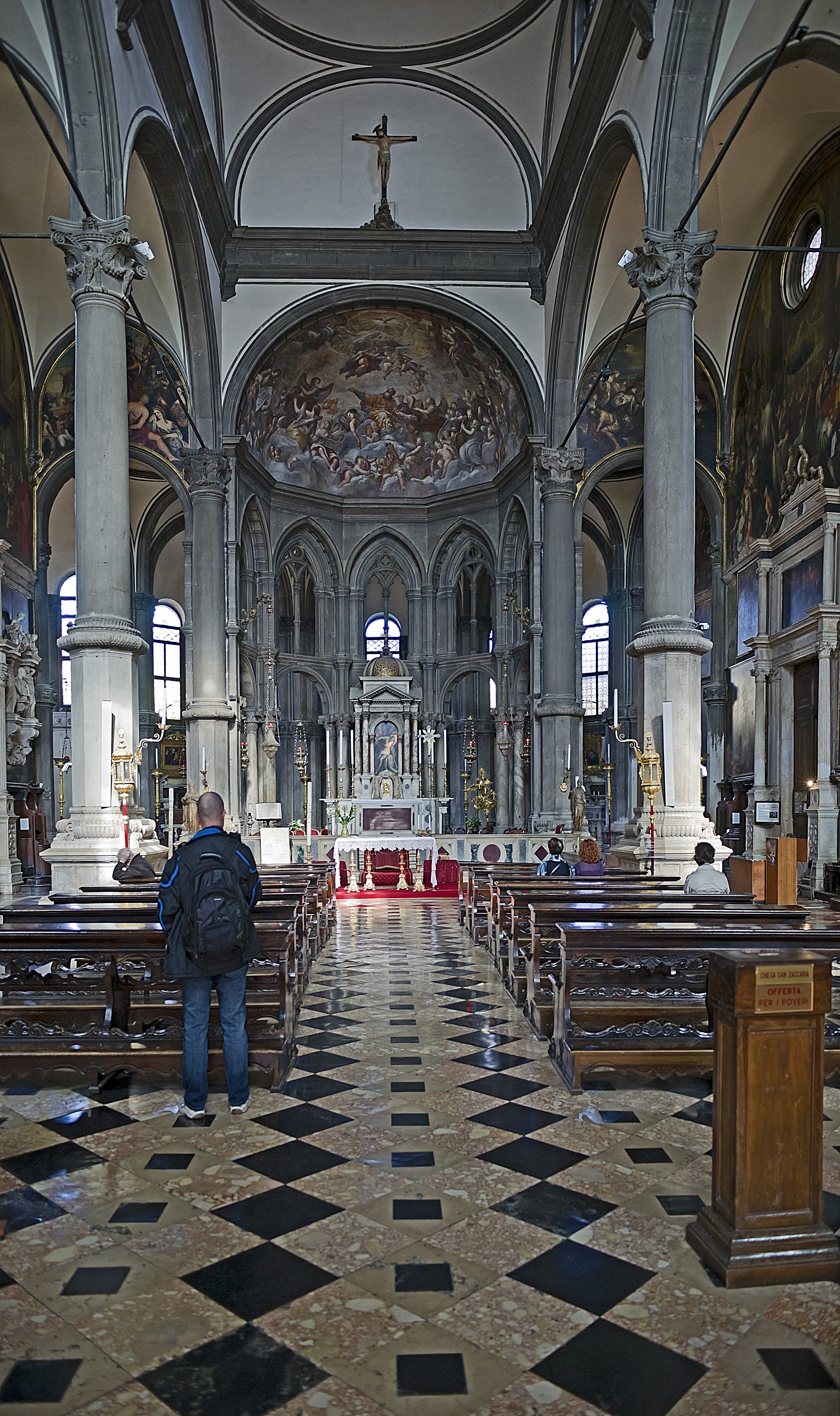
Dentro da igreja